# 皮克斯維爾 (喬治亞州)
皮克斯維爾（英語：Peeksville）是位於美國喬治亞州亨利縣的一個非建制地區。該地的面積和人口皆未知。

## 地理
皮克斯維爾的座標為33°22′41″N 84°00′17″W / 33.37806°N 84.00472°W，而該地的平均海拔高度為211米（即692英尺）。